# Дејан Тончић
Дејан Тончић (рођен 21. октобра 1971. у Прокупљу) српски је глумац. Најпознатији је по улогама у ТВ серијама Стижу долари, Агенција за СИС и Убице мог оца.
За улогу у представи Досије војника Чонкина добио је Награду Зоранов брк.

## Биографија
Рођен је 1971 у Прокупљу. Глумом је активно почео да се бави од 2004. Прва улога била му је Шћепан Јововић млађи у ТВ серији Стижу долари. Тумачио је улогу Анђелка у све три сезоне серије Агенција за СИС, као и у наставку, Кафаница близу СИС-а. Тумачио је бројне улоге у позоришним представама, а бави се и хуманитарним радом — помаже деци са посебним потребама.
Његова најскорија улога је адвокат Томић у 4. сезони серије Убице мог оца.

## Филмографија
| Год.       | Назив                                  | Улога                   |
| ---------- | -------------------------------------- | ----------------------- |
| 2004—2006. | Стижу долари                           | Шћепан Јововић млађи    |
| 2005.      | Јелена                                 | Лазар                   |
| 2006.      | Љубав, навика, паника                  | Пеца                    |
| 2006—2007  | Агенција за СИС                        | Анђелко                 |
| 2007—2008  | Кафаница близу СИС-а                   | Анђелко                 |
| 2008.      | Читуља за Ескобара                     | Иванчевић               |
| 2008.      | Љубав и мржња                          | Јован                   |
| 2010.      | Куку, Васа                             |                         |
| 2010.      | Тотално нови талас                     | Сима редитељ            |
| 2011.      | Село гори, а баба се чешља             | службеник у банци       |
| 2013.      | Врата Србије: Мојсињска Света гора     | монах Стеван            |
| 2013.      | Равна Гора                             | потпоручник Јошић       |
| 2016.      | Светски рекордери                      | Раде                    |
| 2017—2019  | Пси лају, ветар носи                   | начелник МУП-а          |
| 2018.      | Корени                                 | Петар                   |
| 2018—2019  | Шифра Деспот                           | Желимир Краљ            |
| 2019.      | Преживети Београд                      | управник дома           |
| 2020.      | Милојев дар                            | Спасоје                 |
| 2020.      | Убице мог оца                          | адвокат Томић           |
| 2020.      | Мочвара (ТВ серија)                    | Слоба                   |
| 2020.      | 12 речи                                |                         |
| 2021.      | Једини излаз                           |                         |
| 2021.      | Једини излаз (ТВ серија)               | Срђан Стефановић „Цане” |
| 2022.      | Чудне љубави                           | редитељ                 |
| 2022.      | Милојев дар                            | Спасоје                 |
| 2022.      | Бунар                                  | Јасеничар               |
| 2023.      | Сахрана, бижутерија и по који капут    | Ципирипи                |
| 2023.      | Троје                                  | Иван                    |
| 2023.      | Видеотека                              | Бата                    |
| 2023.      | Заљубљена Ана, господин заборав и мама | Рацков                  |
| 2023.      | Што се боре мисли моје                 |                         |

## Позориште
- Корени — Адам Катић
- Аладин — Џафар
- Буздован — капетан Ивулић
- Досије војника Чонкина
- Чекајући Годоа — Поцо
- Звонар Богородичине цркве
- Избирачица 42